# Registro de Segurança (arma de fogo)

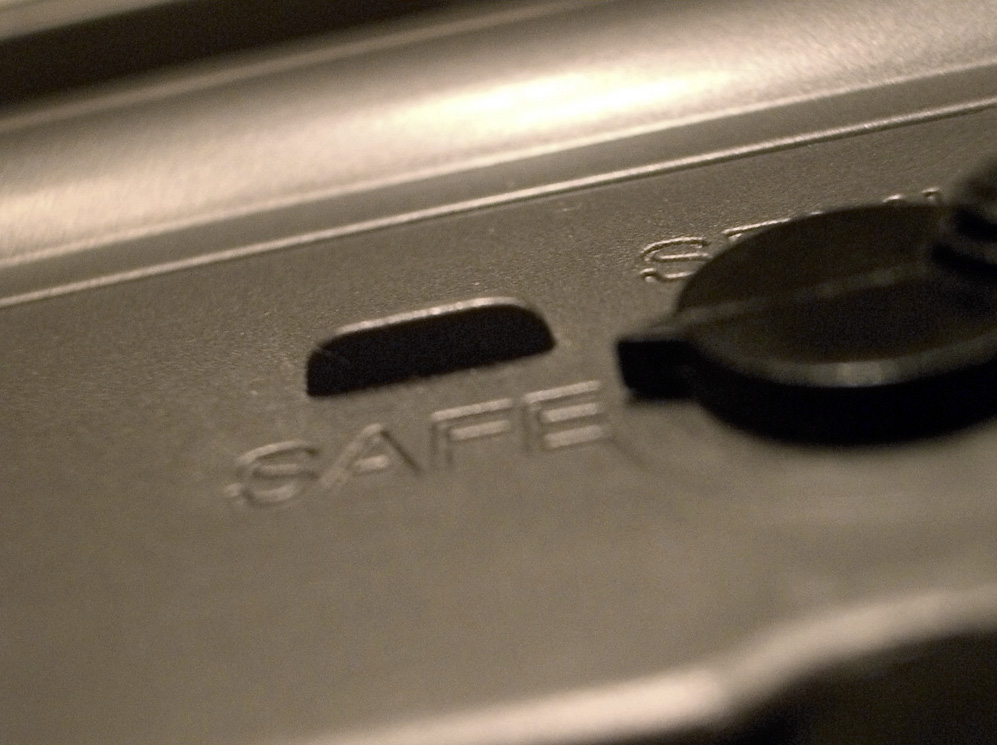
Vista aproximada da trava de segurança de um fuzil M16A2.

Um registro de segurança ou trava de segurança, nas armas de fogo, é um mecanismo usado para ajudar a evitar o disparo acidental de uma arma de fogo, ajudando a garantir um manuseio mais seguro.
Os registros de segurança geralmente podem ser divididos em subtipos, como dispositivos de segurança internos (que normalmente não recebem informações do usuário) e dispositivos de segurança externos (que normalmente permitem que o usuário forneça informações, por exemplo, alternando uma alavanca de "seguro" para "disparar" ou algo semelhante). Às vezes, elas são chamadas de travas de segurança "passivas" e "ativas" (ou "automáticas" e "manuais"), respectivamente. Dispositivos de segurança externos normalmente funcionam impedindo que o gatilho seja puxado ou impedindo que o percutor detone o cartucho, ou ambos.
Armas de fogo com a capacidade de permitir que o usuário selecione vários modos de disparo podem ter interruptores separados para o dispositivo de segurança e para seleção de modo (por exemplo, a submetralhadora Thompson) ou podem ter a segurança integrada ao seletor de modo como um seletor de disparo com posições de disparo indo do "seguro" ao "semiautomático" e totalmente "automático" (por exemplo, o fuzil M16). Algumas armas de fogo fabricadas após o final da década de 1990 e início dos anos 2000 incluem mecanismos de travamento integral obrigatórios que devem ser desativados por uma chave exclusiva antes que a arma possa ser disparada. Esses mecanismos de travamento integrais são projetados como dispositivos de segurança para crianças durante o armazenamento descuidado da arma de fogo, não como mecanismos de segurança durante o transporte. Outros dispositivos nesta categoria são travas de gatilho, travas de cano e cofres para armas.

## Registros de segurança típicos

### Segurança manual

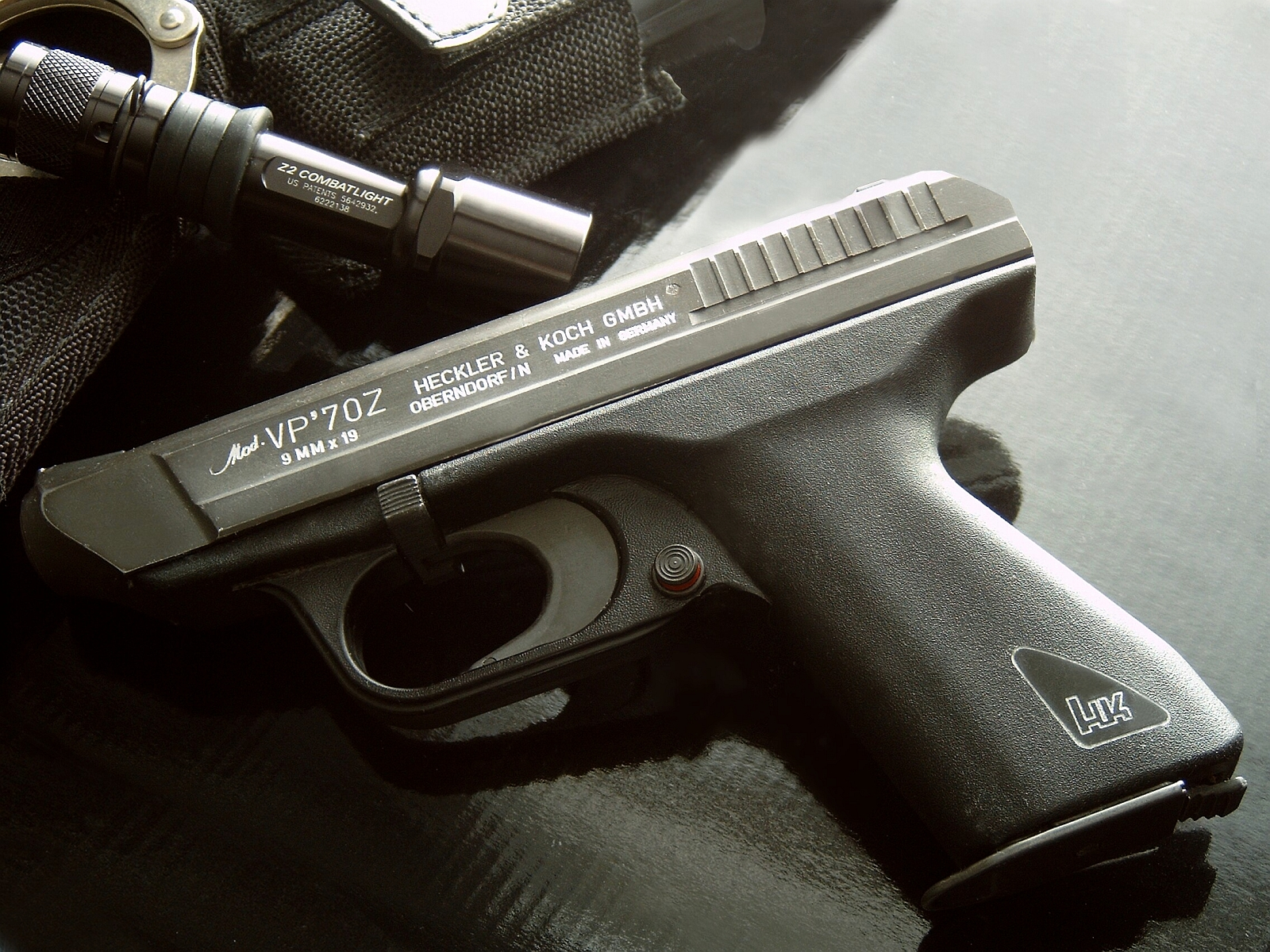
Pistola Heckler & Koch VP70 com trava de segurança (bloco de gatilho de ferrolho cruzado) na parte traseira do guarda-mato.

A forma mais comum de mecanismo de segurança é um interruptor, botão ou alavanca que, quando colocado na posição "seguro", impede o disparo de uma arma de fogo. Os dispositivos de segurança manuais são tão variados quanto os desenhos das próprias armas de fogo, mas os dois mecanismos mais comuns são um bloco ou trava que impede que o gatilho e/ou mecanismo de disparo se movam, e um dispositivo que desconecta o gatilho do mecanismo de disparo da arma de fogo. Outros desenhos podem bloquear o movimento do cão ou do percussor para a frente ou atuar como um bloco para evitar que entrem em contato com o percussor. Além disso, alguns registros de segurança manuais, como a Ruger SR9, travam a corrediça da pistola quando na posição segura, enquanto, por exemplo, os dispositivos de segurança manuais S&W M&P não travam a corrediça quando fechados. O benefício dessas variações de desenho não foi claramente declarado ou apontado pelos fabricantes; no entanto, no exemplo da Ruger SR, um cartucho na câmara não pode ser ejetado para esvaziar a arma com a trava de segurança manual na posição segura. A trava de segurança deve estar destravada para liberar a arma. No desenho da M&P, a corrediça pode ser acionada manualmente e uma bala na câmara pode ser ejetada com a trava de segurança manual em posição segura. Um possível benefício da trava de segurança da corrediça pode ser que, ao guardá-la no coldre, a corrediça não ficaria presa e pendurado desarmada. As travas de segurança manuais são as formas mais antigas de mecanismo de segurança "ativo" e são amplamente utilizadas; no entanto, muitas armas de fogo de "ação dupla", como revólveres, não têm travas de segurança manuais, pois o gatilho mais longo e mais forte para engatilhar e disparar a ação dupla fornece segurança de gatilho adequada, ao mesmo tempo que mantém a arma de fogo em um estado mais pronto.

### Empunhadura de segurança
Uma empunhadora de segurança é uma alavanca ou outro dispositivo situado na empunhadura de uma arma de fogo que deve ser acionado pela mão do operador, como consequência natural de segurar a arma de fogo em posição de tiro, para que a arma de fogo dispare. Geralmente é semelhante a uma trava de segurança manual em sua função, mas é momentânea; a trava é desativada somente enquanto o atirador mantém a empunhadura pressionada e é reativada imediatamente quando o atirador a solta. O projeto da pistola Colt M1911 é um exemplo popular de uma arma de fogo com empunhadura de segurança, enquanto a submetralhadora Uzi e a pistola HS2000 (comercializada nos EUA como Springfield Armory XD) e seus descendentes são outros exemplos notáveis desse tipo de registro de segurança.

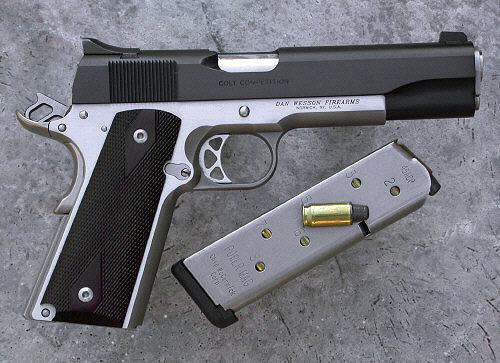
A pistola Patriot estilo Dan Wesson 1911 com uma empunhadura de segurança na parte traseira do punho da pistola.

Um tipo de empunhadura de segurança relacionado é a empunhadura de desarmamento encontrada em algumas pistolas H&K, como a Série P7. A arma de fogo estará engatilhada e pronta para disparar somente quando a parte frontal do punho for apertada pelo operador. Quando a empunhadura é liberada, a arma de fogo é desarmada, e o gatilho de ação simples não arma, portanto ela não dispara a menos que a empunhadura seja apertada e o gatilho puxado. Alternativamente, o gatilho pode ser puxado primeiro e então disparará quando o punho for apertado. Finalmente, se o punho for apertado e o gatilho puxado simultaneamente, a pistola disparará.
Outra variante incomum foi encontrada nas pistolas semiautomáticas Ortgies. Para desengatar o registro de segurança, o usuário apertaria uma alavanca até que ela ficasse nivelada com a parte traseira do punho. A alavanca então travaria na posição desengatada até que o usuário a liberasse novamente pressionando um botão sob a corrediça, após o que a tensão da mola do percussor a empurraria de volta para a posição engatada. Assim, o acionamento da trava de segurança também aliviaria alguma tensão na mola do percussor. Como a Ortgies é uma pistola de bolso destinada à defesa pessoal, esse recurso elimina o problema de não conseguir desengatar a trava de segurança quando for preciso atirar. Basta segurar a pistola firmemente para desengatar a trava de segurança.

### Desengatilhador
A maioria das pistolas semiautomáticas tradicionais de dupla ação/ação simples (DA/SA) são projetadas para serem carregadas com o cão abaixado (desengatilhado) em uma munição na câmara, com ou sem registro de segurança manual acionada. A pistola é considerada segura nesse estado, pois o puxão de "ação dupla", que engatilha e dispara a arma de fogo, é mais longo e mais pesado do que o puxão de "ação simples", que simplesmente libera o cão engatilhado, e, portanto, um puxão inadvertido do gatilho é menos provável.
Entretanto, o ato de ciclar a ação em tal arma de fogo (como uma consequência natural do disparo da arma ou para carregar o primeiro cartucho) deixará o cão armado no modo de ação simples. Para retornar a pistola ao seu estado seguro, é necessário desengatilhar o cão, geralmente segurando a espora do cão, puxando cuidadosamente o gatilho e, em seguida, abaixando lentamente o cão sobre o percussor.
Pistolas semiautomáticas disparadas por cão têm uma cauda de castor para proteger a mão do atirador da corrediça, o que torna mais difícil segurar o cão com firmeza e segurança com o polegar do que um revólver de ação dupla/ação simples, tornando assim um disparo acidental mais provável. Por outro lado, as pistolas com percussor não têm cão, então a única maneira de retornar o gatilho ao seu estado de puxada mais longa (mais seguro) é por meio de uma alavanca de desarmamento ou destensionamento, que na verdade libera a tensão na mola do percussor sem permitir o curso total do percussor e o desengate dos dispositivos de segurança internos (como o bloco do percussor com o qual esses tipos de armas de fogo geralmente são equipados).
Quando uma arma de fogo é equipada com uma alavanca de "desarmamento", não há necessidade de puxar o gatilho enquanto segura a alavanca, como em um revólver. O processo real de "desarmamento" da arma é feito simplesmente girando a alavanca de desarmamento para a posição "desarmada", com os dedos afastados do gatilho.

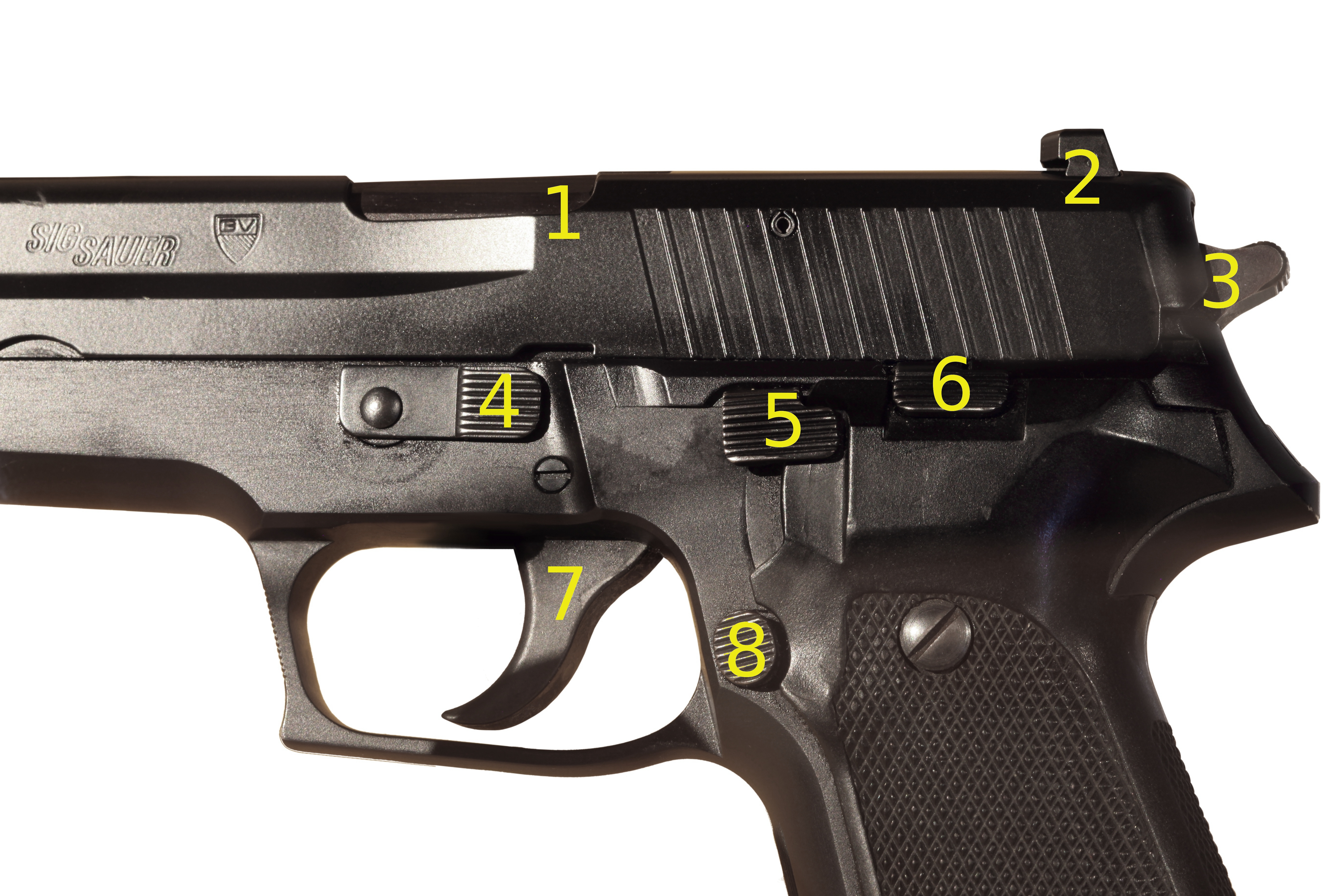
Controles e peças da SIG Sauer P226: 1. Porta de ejeção 2. Alça de mira 3. Cão, 4. Alavanca de desarme 5. Desengatilhador 6. Retém da corrediça 7. Gatilho 8. Retém do carregador

Um desengatilhador ou alavanca de desarmamento manual permite que o cão seja solto sobre um cartucho na câmara sem risco de dispará-lo, geralmente bloqueando o cão ou retraindo ou cobrindo o percussor antes de liberar o gatilho. Isso elimina a necessidade de puxar o gatilho ou controlar a queda do cão; no entanto, como todos os mecanismos podem falhar, ainda é necessário manter o cano da arma apontado para uma direção segura ao desarmar.
Um registro de segurança com desengatilhador é uma combinação de um interruptor de segurança manual e uma alavanca de desarme. Existem duas variantes populares. No sistema "triplo", popularizado pelas pistolas Heckler & Koch, o operador pode desengatilhar a arma de fogo pressionando a alavanca de segurança na configuração "Disparo" ou acionar a trava de segurança (mesmo em uma arma de fogo engatilhada) pressionando a alavanca para cima. Um sistema "bidirecional" mais simples foi popularizado pela Walther PP e também é comumente visto na Beretta 92: acionar a trava de segurança também desarmará a arma de fogo. A linha de pistolas SIG Sauer, como a SIG P226, frequentemente apresenta alavancas de desarme. O primeiro uso de um desengatilhador de ação única foi o Vis wz. 35 "Radom", redesenhado em 1932 para permitir que os cavaleiros guardassem suas armas de fogo com segurança com uma mão. O uso mais antigo de uma alavanca de armar/desarmar ocorreu na Sauer 38H de 1938. Até 2007, a Ruger fabricava variantes com desengatilhador sem registro de segurança de suas pistolas da série P, e a trava de segurança "bidirecional" de desarme está disponível nessas pistolas desde seu lançamento.

### Cão desengatilhador
Um dispositivo em armas de fogo com gatilhos de ação simples, como o H&amp;K P7 e o Shevchenko PSh, usado como alternativa aos gatilhos de ação dupla para armar o cão/percussor, tem sido usado como uma empunhadura de segurança.

### Segurança contra quedas
Muitas jurisdições, como o estado da Califórnia, exigem alguma forma de "segurança contra quedas" em todas as armas de fogo novas, que geralmente são dispositivos de segurança passivos projetados para reduzir a chance de uma arma de fogo disparar acidentalmente quando cai ou é manuseada de forma brusca. Esses dispositivos de segurança geralmente representam um obstáculo à operação do mecanismo de disparo, que só é removido quando o gatilho é puxado, de modo que a arma de fogo não pode disparar de outra forma. Os testes de queda foram introduzidos com a Lei Federal de Controle de Armas de 1968 para armas importadas.

#### Entalhe de segurança
Um entalhe de segurança é uma das formas mais antigas de segurança contra quedas, usada em revólveres de ação simples mais antigos, fabricados antes da invenção do bloco do cão, alguns fuzis de ação de alavanca, armas de fogo do padrão 1911 e semiautomáticos acionados por cão que foram projetados antes da invenção do bloco do percussor. O entalhe de segurança é um corte em relevo feito no tambor na base do cão, que permite que o gatilho prenda e segure o cão a uma curta distância do pino ou da espoleta do cartucho, em uma posição "meio armada". O entalhe de segurança funciona primeiro permitindo que o manuseador retraia o cão a uma curta distância do percussor ou da espoleta, de modo que deixar a arma de fogo cair sobre o cão não resulte em transferência de energia para o percutor ou esporão, o que poderia então disparar um cartucho na câmara. Um segundo propósito é permitir que a armadilha "pegue" um cão que está caindo quando o gatilho não foi puxado, como nos casos em que uma queda fez a armadilha se soltar ou quando o cão não foi totalmente armado antes de ser liberado. Entretanto, um entalhe de segurança usado para "engatilhar pela metade" uma arma de fogo é um recurso ativo que deve ser acionado e não previne disparos acidentais em todos os casos. Uma certa dose de destreza manual e familiaridade com uma arma de fogo também é necessária para "engatilhar" uma arma de fogo; a falta de familiaridade com a forma de engatar a posição "meio-engatilhado" pode resultar em disparos acidentais. Além disso, os dispositivos de segurança do tipo entalhe e "meio-engatilhado" são propensos a quebrar, o que pode resultar em disparos não-intencionais, levando a ferimentos pessoais graves ou morte.

#### Bloco do percussor
Um bloco do percussor é um bloco mecânico usado em armas de fogo semiautomáticas e alguns revólveres que, quando em repouso, obstrui o movimento para frente do percussor, mas está ligado ao mecanismo do gatilho e limpa a obstrução do pino do percussor pouco antes do cão ou do percussor serem liberados. Isso evita que o percussor atinja um cartucho com câmara, a menos que o gatilho seja puxado, mesmo que o cão seja liberado devido a uma armadilha defeituosa ou que a arma caia ou seja atingida por outro objeto.

#### Bloco do cão
Um bloco do cão é semelhante a um bloco do percutor. É uma trava, bloco ou outra obstrução embutida na ação e normalmente posicionada para evitar que o cão entre em contato com a espoleta do cartucho ou com o percussor quando em repouso. Semelhante ao bloco do percussor, a obstrução ao curso do cão é removida como consequência do acionamento do gatilho. Isso permite que o cão entre em contato com o iniciador ou o percussor somente quando o gatilho é puxado.

#### Barra de transferência
Uma barra de transferência também é usada em revólveres e alguns fuzis de cão exposto, mas funciona de maneira oposta a um bloco do cão. A barra de transferência tem a espora que normalmente estaria no cão ou envolve um percussor semelhante aos modelos de carregamento automático. O cão em si não pode entrar em contato com um cartucho carregado, mas deve atingir a barra de transferência, que então entra em contato com o iniciador do cartucho com a espora ou pino do percutor. A barra de transferência normalmente é posicionada fora da linha do curso do cão, mas é movida para o lugar pela ação normal do gatilho, proporcionando "segurança contra quedas" semelhante a um bloco do percussor.

### Intertrancamentos do ferrolho e desconexões do gatilho
Popular em armas de fogo de ferrolho, de bombeamento e de alavanca, como escopetas e fuzis, um bloqueio do ferrolho desengata ou bloqueia o gatilho se, por qualquer motivo, o ferrolho ou culatra não estiver em sua posição totalmente fechada e pronta. Uma variação é a desconexão do gatilho, que impede que a arma dispare até que ela não apenas tenha sido totalmente acionada, mas o gatilho seja liberado e pressionado novamente. Isso define o comportamento de armas de fogo semiautomáticas, que exigem um puxão de gatilho separado para disparar cada cartucho sucessivo e preparar o próximo, e esse é o mecanismo preferido para desengatar o gatilho em armas de fogo repetição. Escopetas de ação de bombeamento mais antigas, como a Winchester Modelo 1912, não tinham esse recurso e, como resultado, se o gatilho fosse pressionado, o cartucho recém-carregado seria disparado assim que a culatra fosse fechada.
Essas desconexões ou intertravamentos são geralmente simples de incorporar e, na verdade, são um subproduto das ações de muitas armas de fogo; puxar o gatilho enquanto a culatra está destravada ou aberta não faz nada, pois o mecanismo não é totalmente reiniciado até que o ciclo seja concluído. Por isso, esses recursos geralmente não são considerados registros de segurança "verdadeiros", embora o bloqueio ajude a evitar falhas de ignição devido ao cartucho não estar totalmente carregado quando sua espoleta é atingida pelo pino do percutor. Passar armas de porte ou fuzis para outra pessoa com a ação aberta é recomendado pela segurança elementar de armas.

### Desconectores do carregador
Um recurso do desconector do carregador não permite que o usuário dispare a arma quando o carregador é retirado (mesmo parcialmente) por meio de um mecanismo que aciona um registro de segurança interno, como um bloco do percussor ou um gatilho de desconexão. Um exemplo inicial de seu uso foi na pistola Browning Hi-Power. Assim como acontece com qualquer recurso de arma de fogo, há um debate sobre a necessidade do desconector do carregador. Historicamente, a maioria dos projetos de armas de fogo alimentadas por carregador não tinha desconector do carregador. Há exceções, principalmente os fuzis de fogo circular Ruger e alguns de seus modelos mais recentes de pistolas. O estado da Califórnia, nos Estados Unidos, aprovou uma legislação em 2006 exigindo desconectores de carregador em todos os novos modelos de pistolas vendidos no estado a partir de 1º de janeiro de 2007, o que resultou em sua ampla disponibilidade também em outras jurisdições.
Os argumentos a favor do desconector do carregador são que, se a arma não pode disparar sem um carregador, então um disparo acidental pode ser evitado se alguém remover o carregador, mas esquecer que há uma bala na câmara. Além disso, se a perda da posse da arma de fogo for iminente, o operador pode tornar a arma inútil removendo o carregador. O especialista em armas de fogo, Massad Ayoob, encontrou casos em que, durante uma luta corporal, os policiais que transportavam uma pistola com desconector do carregador conseguiram evitar serem alvejados pelas suas próprias armas, ao ejetar o carregador.
Uma desvantagem do desconector do carregador é que ela pode adicionar tensão aos componentes do mecanismo do gatilho, tornando o gatilho irregular ou pesado. Um argumento de segurança contra o desconector do carregador é que se uma bala for deixada na câmara devido a uma falha do extrator ou outro motivo, a arma de fogo voltará a ficar carregada inesperadamente quando um carregador vazio for reinserido. Isto é um perigo porque o usuário pode disparar a arma sem munição durante ou após o processo de descarregamento. Com o carregador desconectado, pressionar o gatilho em direção a uma armadilha de balas ou outra direção segura, como em uma área mais baixa, não eliminará a bala na câmara porque o gatilho está desabilitado. Quando um carregador vazio é inserido, o sistema de disparo é reativado, mesmo que o gatilho tenha sido pressionado anteriormente. O Instituto de Fabricantes de Armas Esportivas e Munições (SAAMI) declarou que uma "preocupação óbvia com os recursos de desconectores do carregador é que determinar se a arma é segura fica vinculado à presença do carregador, em oposição à verificação real da arma, à abertura da ação e à garantia de que ela está descarregada". Outra preocupação é que se a fadiga, os detritos ou a ferrugem causarem a falha do mecanismo do desconector, isso provavelmente ocorrerá na condição de "tiro".
Outros argumentos são que, funcionalmente, sem um carregador, a arma de fogo é inútil, exceto como um porrete. Sem o recurso do desconector, o proprietário de uma arma ou um policial que acidentalmente liberasse o carregador durante um tiroteio ainda seria capaz de disparar a bala na câmara; se um carregador fosse perdido ou não estivesse disponível, pelo menos a arma poderia ser carregada com um único cartucho para ser usada como uma arma de fogo de tiro único. Uma variante Pro da Ruger LC9s foi introduzida em dezembro de 2014, sem desconector do carregador, como uma arma reserva para policiais. “A ausência de um dispositivo de segurança disconector do carregador também é um benefício para recargas táticas que permitem ao usuário atingir um alvo com uma bala restante na câmara e o carregador fora da arma para recarga”, disse a Ruger. Uma recarga tática é a tática de substituir um carregador parcialmente vazio por um carregador totalmente carregado em uma situação em que maior capacidade pode ser necessária.

### Dispositivos de segurança do gatilho integrados
Essas travas de segurança, semelhantes às travas da empunhadura, são desativadas como consequência natural do disparo da arma de fogo pelo atirador, mas são acionadas na maioria das outras circunstâncias. O gatilho é composto de duas partes interdependentes, e o atirador, ao disparar a arma de fogo, manipula ambas as partes do gatilho. Por outro lado, é improvável que uma pressão não-intencional ou um golpe no gatilho causem isso, e tal ação não disparará a arma de fogo. Esse modelo, popularizado pelas pistolas Glock, mas originalmente usado no revólver Iver Johnson Second Model Safety Hammerless de 1897, incorpora um gatilho com uma alavanca acionada por mola em sua metade inferior. Esta alavanca que se projeta da face do gatilho deve ser totalmente pressionada para desengatar uma trava que permite que o corpo do gatilho principal se mova. Pressão não-intencional contra a parte superior do gatilho sem pressionar a alavanca não desativa a trava e o gatilho não se moverá. Outros modelos incluem uma almofada com mola que forma a parte superior da face do gatilho e manipula uma trava semelhante. Este projeto tem mais peças móveis, mas é vantajoso porque a pressão acidental no mecanismo de liberação da trava reduz a alavancagem, exigindo mais força para puxar o gatilho principal, onde a força contra a parte inferior não libera a trava e não move o gatilho.

### Indicador de câmara carregada

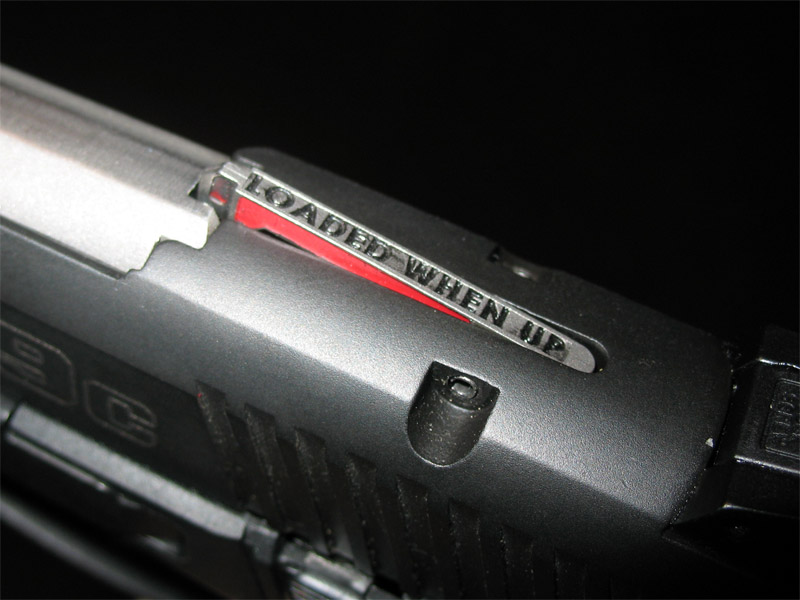
Os indicadores de câmara carregada oferecem um aviso tátil e visual ao atirador. As palavras "Loaded When Up" estão presentes e a cor vermelha se destaca no acabamento da arma nesta Ruger SR9.

O indicador de câmara carregada é um dispositivo presente em muitas armas de porte semiautomáticas, destinado a alertar o operador de que há uma bala na câmara. Geralmente é um pequeno botão ou alavanca giratória (embora às vezes seja uma haste, como na série Ruger de pistolas .22 LR, que não são pistolas de corrediça), geralmente localizada logo atrás da porta de ejeção no ferrolho da pistola, que salta para indicar a presença de uma bala na câmara. Tais dispositivos existem há décadas; estritamente falando, os indicadores de câmara carregada não são dispositivos de segurança, nem são eficazes para um usuário não-treinado.
Outra forma de aviso é um indicador atrás da janela de ejeção que não sobe o suficiente para atrapalhar a visada do atirador, mas o suficiente para ser facilmente visto ou sentido para alertar o usuário de que há uma bala na câmara. O oposto de um indicador de câmara carregada é um indicador de câmara vazia.

### Desconector do gatilho
Um desconector do gatilho captura o cão na posição engatilhada após um tiro ter sido disparado, mesmo se o gatilho for mantido à retaguarda enquanto a arma dispara. Isso garante que a arma só possa disparar no modo semiautomático, pois o gatilho precisa ser liberado para "reiniciar" e fazer com que o desconector libere o cão de volta para o gatilho. Também impede que as funções de "golpe" que ocorrem quando um cão segue o grupo do transportador do ferrolho para a frente à medida que ele fecha.

### Outros registros de segurança
Exemplos da variedade de mecanismos semiautomáticos típicos são um gatilho rígido de dupla ação com a trava de segurança desligada (Beretta 92F/FS), uma ação dupla sem trava de segurança externa (SIG Sauer série P ou Kel-Tec P-32) ou um gatilho rápido de ação única com trava de segurança manual engatada (M1911, FN Five-seven e certas configurações da HK USP). Uma alternativa são as armas de fogo do tipo percussor ou de "ação segura", que têm um gatilho consistente, exigindo força maior do que a exigida por um projeto de ação simples, porém mais leve do que o necessário para um gatilho de ação dupla. Muitas dessas armas de fogo não têm trava de segurança externa ou cão externo (pistolas Glock e Walther P99 e variantes). Em ambos os casos, um puxão no gatilho sempre envia uma descarga, com dispositivos de segurança internos impedindo descargas sem puxão no gatilho (por exemplo, deixar a arma cair).

## Armas de fogo

### Pistolas
Quase todas as pistolas semiautomáticas modernas, exceto algumas réplicas exatas de modelos antigos, têm algum tipo de mecanismo de segurança, incluindo um registro de segurança contra quedas que exige um puxão no gatilho para disparar um cartucho. Projetos de ação simples como a Colt 1911 quase sempre incorporam uma trava de segurança manual, enquanto pistolas tradicionais de ação dupla incorporam um desengatilhador, uma trava de segurança manual ou ambos. No entanto, a configuração exata depende do tipo, ano, marca e modelo da arma. Pistolas de ação dupla (DAO), que geralmente usam desenhos semelhantes às de ação dupla tradicional, mas sem a capacidade de permanecer engatilhadas, geralmente não têm dispositivos de segurança externos.

#### Revólveres de ação simples
A maioria dos revólveres de ação simples não possui dispositivos de segurança externos. Os desenhos originais, que datavam de antes da Guerra Civil dos EUA, não tinham segurança interna para torná-los à prova de quedas e geralmente eram carregados com uma câmara vazia sob o cão. Muitos revólveres originais de ação única têm um entalhe de "segurança" de meia-carregamento no cão, mas estes não são à prova de quedas. Os revólveres modernos de ação simples, fabricados após o início da década de 1970, quase sempre têm uma trava de segurança interna, como um bloco do cão ou uma barra de transferência. É seguro transportar tais armas de fogo com a câmara carregada sob o cão.
Alguns revólveres de ação simples têm cortes de alívio entre os cilindros que permitem que o cão fique apoiado diretamente sobre o cilindro sem chance de interagir com cartuchos ou espoletas carregados. Eles também são conhecidos coloquialmente como "entalhes de segurança". Geralmente são encontrados em revólveres de pólvora negra, mas também existem revólveres de cartuchos metálicos com entalhes de segurança.

#### Revólveres de ação dupla
A maioria dos revólveres de ação dupla não possui dispositivos de segurança externos; um puxão de gatilho suficientemente firme sempre resultará em disparo. O forte puxão no gatilho necessário para engatilhar e disparar a arma de fogo geralmente evita disparos acidentais devido a quedas ou manuseio incorreto da arma. A maioria dos revólveres modernos de ação dupla tem uma trava de segurança interna, seja um bloco do cão ou uma barra de transferência, que impede o disparo sem que o gatilho seja puxado.
Os únicos revólveres modernos de dupla ação com dispositivos de segurança externos são estojos incomuns disponíveis apenas por encomenda especial ou modificados por meio de conversões de reposição.

#### Pistolas semiautomáticas Glock
Pistolas fabricadas e importadas pela Glock Ges.mbH, como a Glock 17, incorporam um desenho com três níveis de segurança integrados, conhecidos como ação segura; não há interruptores de segurança externos nessas armas. Primeiro, uma trava do gatilho integrada impede que o corpo do gatilho se mova, a menos que o gatilho seja apertado positivamente. Em segundo lugar, o mecanismo de disparo do percussor da arma é travado no lugar por uma barra de extensão ligada ao gatilho; o percussor não pode se mover a menos que o gatilho seja pressionado. Terceiro, como na maioria das pistolas, um bloco do percussor acionado pela mesma barra de extensão impede que o pino do percussor entre em contato com a espoleta, a menos que o gatilho seja puxado para liberar o bloco. Embora geralmente não seja considerado um recurso de segurança, o estado de repouso da arma (excluindo-se um disparo seco ou falha de disparo) deixa o percussor em um estado "meio armado"; puxar o gatilho armará completamente a arma antes de liberar o percussor, e o mecanismo foi projetado para ter força insuficiente para acionar a espoleta de um cartucho ativo nesse estado, mesmo que a trava de segurança e o bloqueio do percussor falhem.

### Fuzis
Os fuzis vêm com vários dispositivos de segurança. Alguns usam um botão de segurança com ferrolho cruzado, outros uma trava de segurança na parte traseira ou até mesmo um entalhe de "meio-armado" (como o encontrado em fuzis de ação de alavanca mais antigos). O modelo 94 da Winchester originalmente utilizava uma trava de segurança de "meio-armado", mas o desenho foi revisado em 1983 devido a vários disparos acidentais. O M1 Garand criou uma trava de segurança com uma alavanca de balanço de metal na frente do guarda-mato que agora é chamada de trava de segurança estilo Garand, usada no fuzil Ruger Mini-14 e na carabina Marlin Camp.

### Escopetas
Os dispositivos de segurança manuais comuns para escopetas incluem botões de segurança localizados perto ou na frente do guarda-mato e localizados na parte superior traseira (ou "capacete") do receptor. As travas de segurança com botão podem ser usadas para destros ou canhotos, mas as travas com capacete são ambidestras.

## Modificações de reposição
Certas armas de fogo fabricadas sem alavanca de segurança externa (liga-desliga/armada-segura), como revólveres de ação simples, revólveres de ação dupla e pistolas Glock podem ter uma tal alavanca adicionada por empresas de reposição.